# The Sun
Pour les articles homonymes, voir The Sun (homonymie).
The Sun /ðə sʌn/ (« Le Soleil » en anglais) est un journal britannique de type tabloïd, l'un des quotidiens de langue anglaise les plus vendus au Royaume-Uni.
Fin 2019, il distribue environ 1 240 000 exemplaires par jour. Il est publié par News Group Newspapers de News International, un élément de l'empire médiatique de Rupert Murdoch. En dépit de son succès de masse, le journal attire de nombreuses critiques portant sur son traitement sensationnaliste et peu déontologique de l'information. The Sun a deux fois plus de lecteurs que The Times, le quotidien de référence au Royaume-Uni.
Depuis sa création en 1964, The Sun était publié du lundi au samedi à l'exception du jour de Noël. Cependant en juillet 2011, à la suite de l'annonce de la fermeture de News of the World, autre titre du groupe Rupert Murdoch qui paraissait chaque dimanche, The Sun annonce qu'il paraîtra désormais 7 jours sur 7 pour compenser cette disparition. Le 26 février 2012, une édition dominicale est lancée, sous le titre de  The Sun on Sunday.
Sur le plan politique, The Sun est proche du Parti conservateur. Il se comporte régulièrement comme son relais médiatique, en particulier pendant les périodes d'élection. Son propriétaire, le milliardaire australo-américain Rupert Murdoch, explique que le journal reflète sa pensée.

## Histoire

### The Sunavant Rupert Murdoch
The Sun est publié pour la première fois le 15 septembre 1964. Il est alors distribué par IPC Media pour remplacer le Daily Herald. Il adopte d'emblée les dimensions du grand format (broadsheet en anglais).
Lors d'un match de football opposant en 1989 Liverpool et Nottingham Forest, 96 supporters de Liverpool décèdent, drame connu sous le nom de tragédie de Hillsborough. The Sun publie un article intitulé « The truth » dans lequel il affirme que les supporters de Liverpool ont fait les poches des morts, leur ont uriné dessus et ont attaqué les policiers. Par la suite, des enquêtes prouvent que ces allégations sont fausses. La ville de Liverpool boycotte le journal depuis cet évènement,.
Au début de la Guerre des Malouines, lorsqu'un sous marin atomique britannique coule le croiseur argentin ARA General Belgrano en dehors de la zone de conflit délimitée au début des hostilités, provoquant la noyade de plusieurs centaines d'élèves-officiers argentins, le Sun, très belliciste contrairement au Daily Mirror, titre en une sur cinq colonnes « GOTCHA! », une expression argotique utilisée dans les matchs sportifs signifiant à peu près « Je t'ai eu ! ». Ce titre ainsi que d'autres, comme une image de missile titrée « STICK IT UP YOUR JUNTA! » (détournement de l'expression vulgaire « Stick it up your ass », à peu près équivalente à « Tu peux te le foutre au cul », junta signifiant junte) ont valu au journal l'opprobre de la presse classique, à l'époque regroupée dans le quartier londonien de Fleet Street, qui lui attribuèrent le surnom insultant de « The harlot of Fleet Street » (« la putain de Fleet Street »).
Le quotidien semble beaucoup influencer la population britannique sur le plan politique. En effet il a appelé à voter pour les travaillistes de Tony Blair en 1997, 2001 et 2005. Il se montre en revanche particulièrement virulent contre le Labour lorsque celui-ci adopte un programme socialiste et qu'il semble en voie de conquête du pouvoir, n'hésitant pas à émettre des unes tout à fait explicites. 
Le journal appelait ouvertement à soutenir le Brexit pour le référendum du 23 juin 2016. 
Le 12 décembre 2019, le journal The Sun titrait "Save Brexit, Save Britain", le jour même des élections législatives anticipées laissant apparaître favoris les conservateurs de Boris Johnson face aux travaillistes de Jeremy Corbyn. Le photomontage accompagnant cette une, grossièrement propagandiste, fait écho à la campagne de 1992 où il s'était pareillement opposé au dirigeant du Labour, Neil Kinnock.
Comme le reste du groupe de presse de Rupert Murdoch (News Corp), le Sun, comme le New York Post, s'est illustré dans la campagne en faveur de la guerre en Irak. Il s'est montré particulièrement virulent et diffamatoire contre le président français Jacques Chirac, allant jusqu'à distribuer gratuitement un exemplaire en français intitulé « Chirac le ver ». Il a également fondé sa réputation en lançant des rumeurs sur Michael Jackson telles que le caisson à oxygène et les restes d'Elephant Man, rumeurs  qui ont été contestés par le chanteur.[réf. nécessaire]
Le 11 février 2012, dans la foulée de l'enquête sur le scandale du piratage téléphonique par News International, The Sun est frappé de plein fouet par l'arrestation de cinq employés dont le rédacteur en chef adjoint Geoff Webster, le chef du reportage John Kay, le correspondant à l'étranger principal Nick Parker et le reporter John Sturgis.

## La «page 3»
La page 3 est l'une des « célébrités » du journal, affichant l'image du buste dénudé d'une ou de plusieurs jeunes femmes différentes à chaque numéro. Parmi les plus célèbres à ce jour[Quand ?], citons Samantha Fox et Jordan.
La première apparition date du 17 novembre 1969, les mannequins étant alors vêtus d'un tee-shirt moulant. Le 17 novembre 1970 est publiée la première photo dénudée. Près de 9 000 femmes ont posé pour cette page depuis 35 ans, de manière presque ininterrompue (sauf lors de rares événements comme durant les quatre jours suivant les attentats de Londres du 7 juillet 2005).

## Bandes dessinées
Ce quotidien britannique publie plusieurs bandes dessinées. La série Scarth (de Roca et Adams) y paraît à partir de 1969, et Amanda (de Richardson) à partir de 1976.

## Autres éditions
Deux éditions existent en plus de l'édition principale : The Scottish Sun pour l'Écosse et The Irish Sun pour l'Irlande. The Scottish Sun sponsorise depuis 2013 le championnat de football Lowland Football League, dont le nom officiel est Scottish Sun Lowland Football League.

## Directeurs
- Sidney Jacobsen (1964–1965) (auparavant directeur du Daily Herald, journal ayant donné The Sun)
- Dick Dinsdale (1965–1969)
- Larry Lamb (1969–1972)
- Bernard Shrimsley (1972–1975)
- Lary Lamb (1975–1980)
- Kelvin MacKenzie (1981–1994)
- Stuart Higgins (1994–1998)
- David Yelland (1998–2003)
- Rebekah Wade (2003–2009)
- Dominic Mohan (2009-2013)
- David Dinsmore (2013-2015)
- Tony Gallagher (2015-2020)
- Victoria Newton (depuis 2020)